# Maximiliano Calvo
Maximiliano Calvo (Rosario, 1993) es un cantante, compositor , productor y actor argentino, reconocido por haber sido el cantante y guitarrista de la banda de indie rock Intrépidos navegantes y por su carrera como solista. En 2020 firmó un contrato discográfico con Warner/Chapell Spain y actualmente trabaja con Malandra Music, sello con licencia exclusiva de Universal Music Spain.

## Biografía

### Primeros años
Calvo nació en la ciudad de Rosario, Argentina en 1993. Estudió música en la Ciudad Universitaria de Rosario y en otras instituciones antes de convertirse en uno de los miembros fundadores de la agrupación de indie rock Intrépidos navegantes, en la que se desempeñó como baterista y guitarrista. En 2010 publicó con la banda el disco Aguas, producido por Gonzalo Aloras y publicado por la discográfica Melopea, de propiedad del reconocido músico Litto Nebia. Cuatro años después participó en la grabación del disco Conecta el sol, y en 2015 anunció en sus redes sociales su deseo de continuar una carrera en solitario.

### Carrera como solista
Luego de su salida de Intrépidos navegantes, banda con la que abrió conciertos para artistas internacionales como Muse, The Killers, Artic Monkeys y Arcade Fire, inició una carrera como músico solista en 2015. Tras el lanzamiento de su primera producción discográfica, Quema Vol. 1, tuvo la oportunidad de servir como acto de apertura para el artista brasileño Roberto Carlos en su presentación en el Luna Park de Buenos Aires, para Fito Páez en su gira aniversario del disco El amor después del amor y para el ganador del concurso American Idol, Phillip Phillips, además de realizar presentaciones por su cuenta en escenarios como el Centro Cultural Kirchner, el Teatro Sony y el Festival de Invierno de la Usina del Arte. A nivel internacional, en la misma época realizó presentaciones en Uruguay y México, donde compartió escenario con artistas y bandas como Los Tigres del Norte, Siddharta y Caloncho.
En 2019 publicó la canción «Amor criminal» con Jedet, Bocho y David Roma, y decidió radicarse en España para continuar allí su carrera musical, realizando presentaciones en vivo en sitios como el Café Berlín, la Sala Caracol y el local Libertad 8, entre otros. En el país ibérico ha compartido escenario con Carlos Sadness, Arco y Jorge Drexler. En 2020 firmó un contrato discográfico con Warner Spain y publicó los sencillos «Bolero sangrante» —a dúo con la española Marina Carmona—, «Prendiendo fuego» —con la colaboración de Soleá Morente y Arón Piper— y «A malas» —cuyo videoclip protagonizó la actriz Carolina Yuste—, entre otros. En octubre del mismo año publicó una nueva canción titulada «Alguien tiene que morir», acompañada de un vídeoclip protagonizado por la actriz María León. Su última producción discográfica del año fue el sencillo «Malnacido».
Convirtiéndose en el primer artista de la reabierta Virgin Music Spain, el 30 de julio de 2021 publicó un Extended Play titulado El lío de Maximiliano bajo el sello Malandra Music, compuesto de seis canciones en colaboración con artistas como María Jiménez, Walls, Dani Costas, Paco Soto y Valeria Castro. Su canción «Febril» fue utilizada en la banda sonora de la segunda temporada del seriado Sky Rojo.
En 2023 publicó un nuevo álbum de estudio titulado El gallo, grabado en Coyoacán, México y producido por él mismo y por el colectivo Los 3 KMKZES. A comienzos de 2024 estrenó un EP titulado Barato y romántico, con temas compuestos justo antes de su entrada en un centro de rehabilitación en Jerez de la Frontera. Tras pasar allí tres meses, inició el proceso de composición y producción del nuevo álbum del artista uruguayo Lucas Curotto.
Entre 2024 y 2025 ha publicado diversos sencillos como «Un pueblo con mar», «Una temporada mala», «Media maratón» y «OK para el amor», entre otros. En marzo de 2025 inició una gira por centros de rehabilitación que lo ha llevado a presentarse en más de veinte instituciones de este tipo en España con un mensaje de esperanza para las personas que luchan contra las adicciones.

### Carrera como actor
En 2019 inició su carrera como actor registrando una aparición en la serie web Dating Stories, producida por la compañía Neurads para la red social Badoo. Un año después interpretó el papel de Valentín en la serie de televisión ByAnaMilán, producción estrenada el 8 de noviembre por la plataforma de streaming Atresplayer. La serie está basada en las anécdotas compartidas por la actriz Ana Milán en su cuenta de Instagram durante lo corrido del año 2020.

## Discografía

### Con Intrépidos navegantes
- 2010 - Aguas
- 2014 - Conecta el sol

### Como solista
- 2021 - El lío de Maximiliano (EP)[15]
- 2023 - El gallo
- 2024 - Barato y romántico (EP)

### Sencillos
| Año  | Título                                 | Notas                                |
| ---- | -------------------------------------- | ------------------------------------ |
| 2019 | «Amor criminal»                        | Con Jedet, David Roma y Bocho        |
| 2020 | «Bolero sangrante»                     | Con Marina Carmona                   |
| 2020 | «Prendiendo fuego»                     | Con Soleá Morente y Arón Piper       |
| 2020 | «A malas»                              |                                      |
| 2020 | «Enganchado a la señal del bus»        | Homenaje a Antonio Vega              |
| 2020 | «¿Quién me ha robado el mes de abril?» | Proyecto solidario de Benjamín Prado |
| 2020 | «Urgente»                              | Con Marcos French                    |
| 2020 | «Estando contigo»                      |                                      |
| 2020 | «Alguien tiene que morir»              |                                      |
| 2020 | «Malnacido»                            |                                      |
| 2021 | «La despedida»                         | Con Dani Costas y Paco Soto          |
| 2021 | «Febril»                               | Con Valeria Castro y Paco Soto       |
| 2021 | «El lío»                               | Con María Jiménez                    |
| 2021 | «Te brindo al cielo»                   | Con Chlöe's Clue                     |
| 2021 | «Malnacido» (Remix)                    | Con Walls                            |
| 2021 | «Cumbiahhh»                            |                                      |
| 2022 | «De Rodríguez»                         |                                      |
| 2022 | «Nunca me despedí»                     | Con Antonio Carmona                  |
| 2022 | «De oca en oca»                        | Con Paul Alone                       |
| 2022 | «Mil horas»                            | Con City of the Sun                  |
| 2022 | «Feng Shui/Cobarde»                    |                                      |
| 2023 | «Poliamor/M30»                         |                                      |
| 2023 | «De puta madre»                        |                                      |
| 2023 | «Haciéndome subir»                     | Con Víctor Martín                    |
| 2024 | «Flores de plástico»                   |                                      |
| 2024 | «Libros de autoayuda»                  |                                      |
| 2024 | «Fotosensible»                         |                                      |
| 2024 | «En solitario»                         |                                      |
| 2024 | «Un pueblo con mar»                    |                                      |
| 2025 | «Nothing is Real»                      |                                      |
| 2025 | «Una temporada mala»                   |                                      |
| 2025 | «De mí también me puedo salvar»        |                                      |
| 2025 | «Media maratón»                        |                                      |
| 2025 | «OK para el amor»                      |                                      |

### Como productor o compositor
| Año  | Título            | Artista       |
| ---- | ----------------- | ------------- |
| 2021 | «El rastro»       | Gérard        |
| 2021 | «Starsky & Hutch» | Zzoilo        |
| 2023 | Veintitantos      | Víctor Martín |
| 2023 | Rayo              | Anaju         |
| 2023 | PaloSanto         | NIA           |
| 2024 | «Ronda de más»    | Chiara Oliver |

## Filmografía

### Televisión
| Año       | Título         | Papel    |
| --------- | -------------- | -------- |
| 2019      | Dating Stories |          |
| 2020-2021 | ByAnaMilán     | Valentín |